# Mechagodzilla
Mechagodzilla er en fiktiv Robot introduceret første gang i Godzilla vs. Mechagodzilla i 1974. Filmen handler om at Godzilla skal kæmpe mod Mechagodzilla i en voldsom kamp. 

## Filmserien
- Godzilla vs. Mechagodzilla (1974)
- Terror of Mechagodzilla (1975)
- Godzilla vs. Mechagodzilla II (1993)
- Godzilla Against Mechagodzilla (2002)
- Godzilla: Tokyo S.O.S. (2003)